# Reuben College
Das Reuben College ist ein neues konstituierendes College der University of Oxford in England. Die Pläne für das neue College wurden im Dezember 2018 mit dem vorläufigen Namen Parks College bekannt gegeben. Es ist das erste neue Oxbridge College seit der Gründung des Kellogg College im Jahr 1990. Es befindet sich im Wissenschaftsbereich auf dem Gelände der historischen Radcliffe Science Library.

## Geschichte

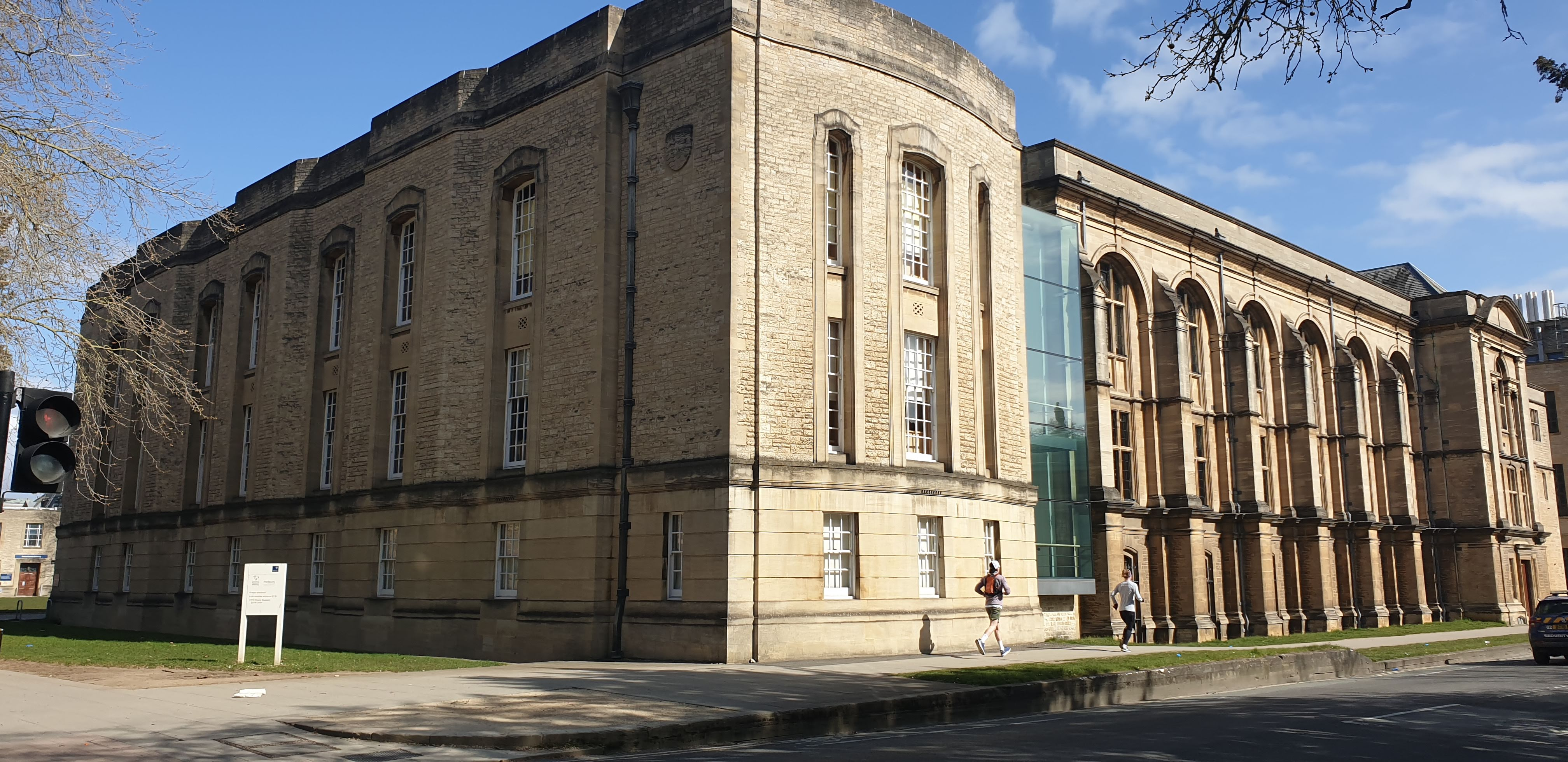
Worthington und Jackson Flügel

Die Gründung des Parks College wurde am 7. Mai 2019 durch eine Abstimmung in der Kongregation der Universität genehmigt. Am 11. Juni 2020 gab die Universität bekannt, dass sie aufgrund einer Zuwendung der Reuben Foundation in Höhe von 80 Mio. GBP den Namen des Colleges von Parks College in Reuben College ändern. Das College wurde am 30. Juni 2020 offiziell umbenannt.
Das College nahm im Herbst 2021 seine ersten Studenten auf. Zunächst liegt der Schwerpunkt auf drei interdisziplinären Forschungsclustern (künstliche Intelligenz und maschinelles Lernen, ökologische Veränderung und zelluläres Leben), die später auf sechs oder acht Cluster erhöht werden sollen.
Professor Lionel Tarassenko (Leiter des Instituts für Ingenieurwissenschaften) wurde von der Vizekanzlerin Louise Richardson eingeladen, die Entwicklung des Colleges als Gründungspräsident zu überwachen. Das College ernannte 2019 seine ersten fellows, darunter Jane A. McKeating und E. J. Milner-Gulland.

## Gebäude
Das derzeitige Gebäude der Radcliffe Science Library (RSL) befindet sich neben dem Oxford University Museum of Natural History und besteht aus drei Teilen:
- Der Jackson Wing, parallel zur South Parks Road, ist denkmalgeschützt und wurde von Thomas Graham Jackson entworfen und 1901 eröffnet. Dieser erstreckt sich über 3 oberirdische Etagen.
- Der Worthington Wing, parallel zur Parks Road, wurde 1934 von Hubert Worthington als Erweiterung des Jackson Wing entworfen. Der Flügel erstreckt sich nördlich des westlichen Endes des Jackson-Flügels und enthält den Eingangsbereich im Erdgeschoss.
- Der Lankester Room und Main Stack bilden eine zweistöckige Erweiterung und wurden zwischen 1972 und 1975 erbaut.

Das Reuben College besteht auch aus dem westlichen Flügel des Labors für anorganische Chemie und Abbot’s Kitchen.
Der Abschluss der Sanierung der RSL-Gebäude war für den Beginn des akademischen Jahres 2021–2022 geplant. Die Fertigstellung der Sanierung des Westflügels des Labors für anorganische Chemie (potenzieller Raum für den Speisesaal), der Abbot’s Kitchen und der Verbindungsräume war für den Beginn des akademischen Jahres 2022–2023 geplant.
Studentenunterkünfte werden in dem neu renovierten Gebäude am Farndon Court angeboten.

## Verwaltung
Reuben ist zusammen mit Kellogg und St Cross eines von nur drei Oxford Colleges ohne Royal Charter. Es ist offiziell eine „Society“ der Universität und kein unabhängiges College. Der Hauptunterschied zu einem unabhängigen College besteht darin, dass das Leitungsgremium nur einen Präsidenten empfiehlt, der dann vom Universitätsrat ernannt wird. In anderen Colleges wird die Leitung direkt vom Leitungsgremium gewählt und ernannt. Aus buchhalterischen Gründen gelten die Gesellschaften als Abteilungen der Universität.